# نمور
نمور (بالفرنسية: Nemours)‏، هي بلدية فرنسية في فرنسا تقع في إقليم السان ومارن في منطقة إيل دو فرانس.
سُميت المدينة لقصرها شاتو دي نيمور للقرن الثاني عشر، كذلك لأجل متحف النواحي لعصر ما قبل التاريخ إيل دو فرانس.
يُدعى سكانها بالنموريين.

## توأمة
لنمور اتفاقيات توأمة مع كل من:
- Mühltal [الإنجليزية]‏
- تشيرينيولا

## أعلام
- إيتيين بوزو
- فيليب بوتي
- نيكولاس كوزين
- جيوفري كوندوبيا
- رودي غارسيا

## روابط خارجية
- Site de la mairie
- Site de l'office de tourisme